# Liste der Monuments historiques in Vitry-le-François
Die Liste der Monuments historiques in Vitry-le-François führt die Monuments historiques in der französischen Gemeinde Vitry-le-François auf.

## Liste der Immobilien
| Bezeichnung                    | Beschreibung                                                                                 | Standort                         | Kennzeichnung | Schutzstatus | Datum     | Bild           |
| ------------------------------ | -------------------------------------------------------------------------------------------- | -------------------------------- | ------------- | ------------ | --------- | -------------- |
| Kapelle St-Nicolas             | 1637 erbaut                                                                                  | 24 rue du Bas-Village (Lage)     | PA00078908    | Inscrit      | 1935      | weitere Bilder |
| Kapelle des Gollège de Garçons | Fassade, 18. Jahrhundert                                                                     | Place de l’Hôtel-de-Ville (Lage) | PA00078909    | Classé       | 1941      |                |
| Maison des Arquebusiers        | aus dem 17. bis 19. Jahrhundert; heute Gerichtsgebäude                                       | 3 rue de l’Arquebuse (Lage)      | PA00078913    | Classé       | 1942 1944 | weitere Bilder |
| Porte du Pont                  | 1746 erbaut, 1938 abgetragen, 1982 bis 1985 an der Place du Maréchal-Leclerc wiedererrichtet | Place du Maréchal-Leclerc (Lage) | PA00078914    | Classé       | 1920      | weitere Bilder |
| Kirche Notre-Dame              | ehemalige Stiftskirche, 17. Jahrhundert                                                      | Place d’Armes (Lage)             | PA00078911    | Classé       | 1920      | weitere Bilder |
| Hôtel de Ville                 | ehemaliges Franziskanerkloster, 17. Jahrhundert; mit Parkanlage, Mitte des 19. Jahrhunderts  | Place de l’Hôtel-de-Ville (Lage) | PA00078910    | Classé       | 1941      | weitere Bilder |
| Unterpräfektur                 | ehemaliges Hospital; aus dem 17. Jahrhundert                                                 | 4–6 rue Maître-Edmé (Lage)       | PA00078912    | Classé       | 1948      | weitere Bilder |

## Liste der Objekte
| Bezeichnung                                            | Beschreibung | Standort                                 | Kennzeichnung | Schutzstatus   | Datum | Bild           |
| ------------------------------------------------------ | --- | ---------------------------------------- | ------------- | -------------- | ----- | -------------- |
| Hauptaltar                                             | Altartisch, Tabernakel und Baldachin; Stein, Marmor, Bronze, vergoldet, 18. Jahrhundert; zugehörig PM51001683                                                                         | in der Kirche Notre-Dame (Lage)          | PM51001214    | Classé         | 1974  | weitere Bilder |
| Altarkreuz und sechs Altarleuchter                     | Kupfer, vergoldet, Anfang des 19. Jahrhunderts | in der Kirche Notre-Dame (Lage)          | PM51001683    | Classé         | 1974  |                |
| Johannes-Evangelist-Altar                              | Altartisch, Retabel und Gemälde Johannes auf Patmos; Stein, Marmor, Ölfarbe auf Leinwand, 18. Jahrhundert                                                                             | in der Kirche Notre-Dame (Lage)          | PM51001221    | Classé         | 1974  |                |
| Zwei Türflügel                                         | Holz, 18. Jahrhundert | in der Kirche Notre-Dame (Lage)          | PM51001230    | Classé         | 1966  |                |
| Zwei Reliquienmonstranzen (1)                          | Holz, vergoldet, 18. Jahrhundert | in der Kirche Notre-Dame (Lage)          | PM51003324    | Inscrit        | 1991  |                |
| Gemälde Porträt von Anne Morel d’Haussignemont         | Ölfarbe auf Leinwand, 18. Jahrhundert; eingelagert | in der Unterpräfektur (Lage)             | PM51002041    | Inscrit        | 1974  |                |
| Gemälde Porträt einer Dame mit rotem Mantel            | Ölfarbe auf Leinwand, Einde des 17. Jahrhunderts; eingelagert | in der Unterpräfektur (Lage)             | PM51002048    | Inscrit        | 1974  |                |
| Gemälde Porträt von Zacharie Morel                     | Ölfarbe auf Leinwand, 18. Jahrhundert; eingelagert | in der Unterpräfektur (Lage)             | PM51002052    | Inscrit        | 1974  |                |
| Pietà                                                  | Holz, farbig gefasst, 17. Jahrhundert | in der Kirche Charles-de-Foucauld (Lage) | PM51003055    | Inscrit        | 1980  |                |
| Skulptur Monseigneur Nottin                            | Marmor, 20. Jahrhundert, von Arthur Guéniot | in der Kirche Notre-Dame (Lage)          | PM51003673    | Inscrit        | 2015  |                |
| Franziskus-von-Assisi-Altar                            | Altartisch, Retabel und Gemälde Stigmata des heiligen Franziskus; Holz, farbig gefasst und vergoldet, Ölfarbe auf Leinwand, 17. Jahrhundert                                           | in der Kirche Notre-Dame (Lage)          | PM51001215    | Classé         | 1974  |                |
| Gemälde Porträt von Jean Morel                         | Ölfarbe auf Leinwand, 17. Jahrhundert; eingelagert | in der Unterpräfektur (Lage)             | PM51001204    | Classé         | 1974  |                |
| Gemälde Porträt von Mme Gillette de Retz               | Ölfarbe auf Leinwand, 17. Jahrhundert; eingelagert | in der Unterpräfektur (Lage)             | PM51001205    | Classé         | 1974  |                |
| Gemälde Porträt einer Jungen Frau in blauem Kleid      | Ölfarbe auf Leinwand, 17. Jahrhundert; eingelagert | in der Unterpräfektur (Lage)             | PM51002043    | Inscrit        | 1974  |                |
| Gemälde Porträt von M. de Riocourt                     | Ölfarbe auf Leinwand, 1756; eingelagert | in der Unterpräfektur (Lage)             | PM51002050    | Inscrit        | 1974  |                |
| Gemälde Porträt von François Hocard de Felcourt        | Ölfarbe auf Leinwand, 1743; eingelagert | in der Unterpräfektur (Lage)             | PM51002033    | Inscrit        | 1974  |                |
| Gemälde Porträt von Jean-Charles Morel d’Haussignemont | Ölfarbe auf Leinwand, 18. Jahrhundert; eingelagert | in der Unterpräfektur (Lage)             | PM51002037    | Inscrit        | 1974  |                |
| Grabstein für Jean de Mutigny                          | mit vier Löwenskulpturen; Marmor, 16. Jahrhundert | in der Kirche Notre-Dame (Lage)          | PM51001227    | Classé         | 1966  |                |
| Gemälde Taufe Christi                                  | Ölfarbe auf Holz, 17. Jahrhundert; vergoldeter Holzrahmen, Anfang des 19. Jahrhunderts                                                                                                | in der Kirche Notre-Dame (Lage)          | PM51001226    | Classé         | 1980  |                |
| Skulptur Madonna mit Kind                              | Stein, 15. Jahrhundert; aus Champaubert | in der Kirche Charles-de-Foucauld (Lage) | PM51003674    | Inscrit        | 2015  |                |
| Altar der Kreuzkapelle                                 | Altartisch und Retabel; Holz, farbig gefasst, 18. Jahrhundert | in der Kirche Notre-Dame (Lage)          | PM51001224    | Classé         | 1974  |                |
| Konsoltisch (1)                                        | Holz, bemalt und vergoldet, Marmor, 18. Jahrhundert (im Bild vorne links) | in der Kirche Notre-Dame (Lage)          | PM51001198    | Classé         | 1968  |                |
| Gemälde Porträt von Elizabeth Henriet                  | Ölfarbe auf Leinwand, 17. Jahrhundert; eingelagert | in der Unterpräfektur (Lage)             | PM51001203    | Classé         | 1974  |                |
| Gemälde Kreuzigung                                     | Ölfarbe auf Leinwand, 1737 von Jean Restout der Jüngere | in der Kirche Notre-Dame (Lage)          | PM51001206    | Classé         | 1961  |                |
| Vinzenzaltar                                           | Retabel; Stein, farbig gefasst, 17. Jahrhundert | in der Kirche Notre-Dame (Lage)          | PM51001222    | Classé         | 1974  |                |
| Marienaltar                                            | Retabel; Stein, farbig gefasst und vergoldet, 17. Jahrhundert | in der Kirche Notre-Dame (Lage)          | PM51001223    | Classé         | 1974  |                |
| Gemälde Porträt von Louise Morel                       | Ölfarbe auf Leinwand, 1700; eingelagert | in der Unterpräfektur (Lage)             | PM51002039    | Inscrit        | 1974  |                |
| Gemälde Porträt von Philippe Morel                     | Ölfarbe auf Leinwand, 17. Jahrhundert; eingelagert | in der Unterpräfektur (Lage)             | PM51002051    | Inscrit        | 1974  |                |
| Gemälde Porträt von Mlle d’Hauteville                  | Ölfarbe auf Leinwand, 1720; eingelagert | in der Unterpräfektur (Lage)             | PM51002053    | Inscrit        | 1974  |                |
| Abschrankung der Taufkapelle                           | Schmiedeeisen, 18. Jahrhundert | in der Kirche Notre-Dame (Lage)          | PM51001218    | Classé         | 1974  |                |
| Grabdenkmal für Jacques Nicolas Debranges              | Stein, bezeichnet 1787 | in der Kirche Notre-Dame (Lage)          | PM51001217    | Classé         | 1974  |                |
| Gemälde Kreuzabnahme                                   | Ölfarbe auf Leinwand, 17. oder 18. Jahrhundert | in der Kirche Notre-Dame (Lage)          | PM51001196    | Classé         | 1968  |                |
| Hieronymusaltar                                        | Altartisch und Retabel; Stein, Marmor, farbig gefasst, 17. Jahrhundert | in der Kirche Notre-Dame (Lage)          | PM51001213    | Classé         | 1974  |                |
| Genoveva-Altar                                         | Altartisch, Retabel und Gemälde; Stein, farbig gefasst und vergoldet, Ölfarbe auf Leinwand, 18. Jahrhundert                                                                           | in der Kirche Notre-Dame (Lage)          | PM51001225    | Classé         | 1974  |                |
| Gemälde Pfingstwunder                                  | Ölfarbe auf Leinwand, 18. Jahrhundert, von Simon Gillet | in der Kapelle St-Nicolas (Lage)         | PM51001684    | Classé         | 1968  |                |
| Armreliquiar des heiligen Vinzenz                      | Silber, 16. Jahrhundert | in der Kirche Notre-Dame (Lage)          | PM51001232    | Classé         | 1966  |                |
| Gemälde Porträt von Daniel Morel                       | Ölfarbe auf Leinwand, 17. Jahrhundert; eingelagert | in der Unterpräfektur (Lage)             | PM51001202    | Classé         | 1974  |                |
| Gemälde Porträt des Chevalier de la Michodière         | Ölfarbe auf Leinwand, 17. oder 18. Jahrhundert; eingelagert | in der Unterpräfektur (Lage)             | PM51002032    | Inscrit        | 1974  |                |
| Gemälde Porträt von Denis Rochereau                    | Ölfarbe auf Leinwand, 1728; eingelagert | in der Unterpräfektur (Lage)             | PM51002038    | Inscrit        | 1974  |                |
| Gemälde Porträt von M. de la Michodière                | Ölfarbe auf Leinwand, 1766; eingelagert | in der Unterpräfektur (Lage)             | PM51002044    | Inscrit        | 1974  |                |
| Gemälde Porträt von M. de Vastenay                     | Ölfarbe auf Leinwand, 1742; eingelagert | in der Unterpräfektur (Lage)             | PM51002040    | Inscrit        | 1742  |                |
| Gemälde Porträt von Jean-Antoine Morel                 | Ölfarbe auf Leinwand, 1760; eingelagert | in der Unterpräfektur (Lage)             | PM51002046    | Inscrit        | 1974  |                |
| Gemälde Porträt von François-Jean-Marie Morel          | Ölfarbe auf Leinwand, 18. Jahrhundert; eingelagert | in der Unterpräfektur (Lage)             | PM51002049    | Inscrit        | 1974  |                |
| Gemälde Porträt von Mlle de la Michodière              | Ölfarbe auf Leinwand, 18. Jahrhundert; eingelagert | in der Unterpräfektur (Lage)             | PM51002047    | Inscrit        | 1974  |                |
| Orgel                                                  | Ensemble aus PM51001208 und PM51001778 | in der Kirche Notre-Dame (Lage)          | PM51001777    | Classé         | 1963  | weitere Bilder |
| Orgelprospekt                                          | 1788/89 von Jean Richard für das Kloster Trois-Fontaines in Trois-Fontaines-l’Abbaye gebaut, unter Verwendung von Teilen des Prospekts von 1740; 1792 nach Vitry-le-François verkauft | in der Kirche Notre-Dame (Lage)          | PM51001208    | Classé         | 1963  | weitere Bilder |
| Instrumentalteil der Orgel                             | 1740 für das Kloster Trois-Fontaines in Trois-Fontaines-l’Abbaye gebaut, 1788/89 durch Jean Richard umgebaut; 1792 nach Vitry-le-François verkauft, anschließend mehrfach verändert   | in der Kirche Notre-Dame (Lage)          | PM51001778    | Classé         | 1963  |                |
| Zwei Reliquienmonstranzen (2)                          | Holz, vergoldet, 18. Jahrhundert | in der Kirche Notre-Dame (Lage)          | PM51001233    | Classé         | 1966  |                |
| Drei Glocken                                           | Bronze, 1660, 1681 bzw. 1689 gegossen | in der Kirche Notre-Dame (Lage)          | PM51001195    | Classé         | 1967  |                |
| Skulptur Heiliger Fiacrius                             | Holz, 18. Jahrhundert | in der Kirche Notre-Dame (Lage)          | PM51003325    | Inscrit        | 1991  |                |
| Konsoltisch (2)                                        | Holz, Marmor, 18. Jahrhundert | in der Kirche Notre-Dame (Lage)          | PM51001199    | Classé         | 1968  |                |
| Gemälde Disput über das Sakrament                      | Ölfarbe auf Leinwand, 17. Jahrhundert | in der Kirche Notre-Dame (Lage)          | PM51001197    | Classé         | 1968  |                |
| Konsoltisch (3)                                        | Holz, Marmor, 18. Jahrhundert | in der Kirche Notre-Dame (Lage)          | PM51001200    | Classé         | 1968  |                |
| Zwei Sessel                                            | Holz, Stoff, 18. Jahrhundert | in der Unterpräfektur (Lage)             | PM51001201    | Classé         | 1974  |                |
| Gemälde Versuchung der heiligen Genoveva               | Ölfarbe auf Leinwand, 18. Jahrhundert | in der Kirche Notre-Dame (Lage)          | PM51001207    | Classé         | 1961  |                |
| Gemälde Jesus und die Ehebrecherin                     | Ölfarbe auf Leinwand, 18. Jahrhundert | in der Kirche Notre-Dame (Lage)          | PM51001220    | Classé         | 1974  |                |
| Zwei Bänkchen                                          | Holz, 18. Jahrhundert | in der Kirche Notre-Dame (Lage)          | PM51001231    | Classé         | 1966  |                |
| Gemälde Porträt von M. Bartel                          | Ölfarbe auf Leinwand, 1682; eingelagert | in der Unterpräfektur (Lage)             | PM51002034    | Inscrit        | 1974  |                |
| Gemälde Porträt von Madeleine Morel                    | Ölfarbe auf Leinwand, 18. Jahrhundert; eingelagert | in der Unterpräfektur (Lage)             | PM51002036    | Inscrit        | 1974  |                |
| Gemälde Porträt von Anne de la Michodière              | Ölfarbe auf Leinwand, 1728; eingelagert | in der Unterpräfektur (Lage)             | PM51002035    | Inscrit        | 1974  |                |
| Gemälde Porträt von Anne de Riocourt                   | Ölfarbe auf Leinwand, 18. Jahrhundert; eingelagert | in der Unterpräfektur (Lage)             | PM51002042    | Inscrit        | 1974  |                |
| Gemälde Porträt von Nicolas Jeannin                    | Ölfarbe auf Leinwand, 1707; eingelagert | in der Unterpräfektur (Lage)             | PM51002045    | Inscrit        | 1974  |                |
| Kruzifix                                               | Holz, farbig gefasst, 16. Jahrhundert | in der Kirche Notre-Dame (Lage)          | PM51003675    | Inscrit        | 2016  |                |
| Kanzel                                                 | Holz, 1712 von Remy Drapier | in der Kirche Notre-Dame (Lage)          | PM51001194    | Classé         | 1967  | weitere Bilder |
| Zwei Skulpturen: Betende Engel                         | Holz, vergoldet, 18. Jahrhundert | in der Kirche Notre-Dame (Lage)          | PM51001209    | Classé         | 1974  |                |
| Zelebrantenstuhl                                       | Holz, vergoldet, Stoff, 18. Jahrhundert | in der Kirche Notre-Dame (Lage)          | PM51001229    | Classé         | 1966  |                |
| Lesepult                                               | Marmor, Schmiedeeisen, 18. und 19. Jahrhundert | in der Kirche Notre-Dame (Lage)          | PM51001228    | Classé         | 1966  |                |
| Grabdenkmal für Louis Bugnot                           | Marmor, Stein, Stuck, bezeichnet 1717 | in der Kirche Notre-Dame (Lage)          | PM51001219    | Classé Inscrit | 1974  |                |
| Gemälde Jesus und die Kindlein                         | Ölfarbe auf Holz, zweite Hälfte des 16. Jahrhunderts | in der Kirche Notre-Dame (Lage)          | PM51001210    | Classé         | 1974  |                |
| Gemälde David                                          | Ölfarbe auf Leinwand, vergoldeter Holzrahmen, 17. Jahrhundert; nach Guido Reni | in der Kirche Notre-Dame (Lage)          | PM51001211    | Classé         | 1974  |                |
| Kirchengestühl und Gemälde Bergpredigt                 | Holz, Ölfarbe auf Leinwand, 1758 von Antoine Boizot | in der Kirche Notre-Dame (Lage)          | PM51001212    | Classé         | 1974  |                |
| Grabdenkmal für David de Beschefer                     | Stein, Marmor, bezeichnet 1781 | in der Kirche Notre-Dame (Lage)          | PM51001216    | Classé         | 1974  |                |